# Auditorio Justo Sierra
El Auditorio Justo Sierra (también, Auditorio Ernesto “Che” Guevara, Auditorio Che Guevara o el Che) se encuentra ubicado en la Facultad de Filosofía y Letras de la Universidad Nacional Autónoma de México (UNAM), y es el recinto de su tipo más grande de la Ciudad Universitaria. Desde el año 2000 sus instalaciones están tomadas por diversos grupos anarquistas. A partir del año 2007 fue declarado como Patrimonio Cultural de la Humanidad, en conjunto con el Campus Central de la UNAM.

## Historia

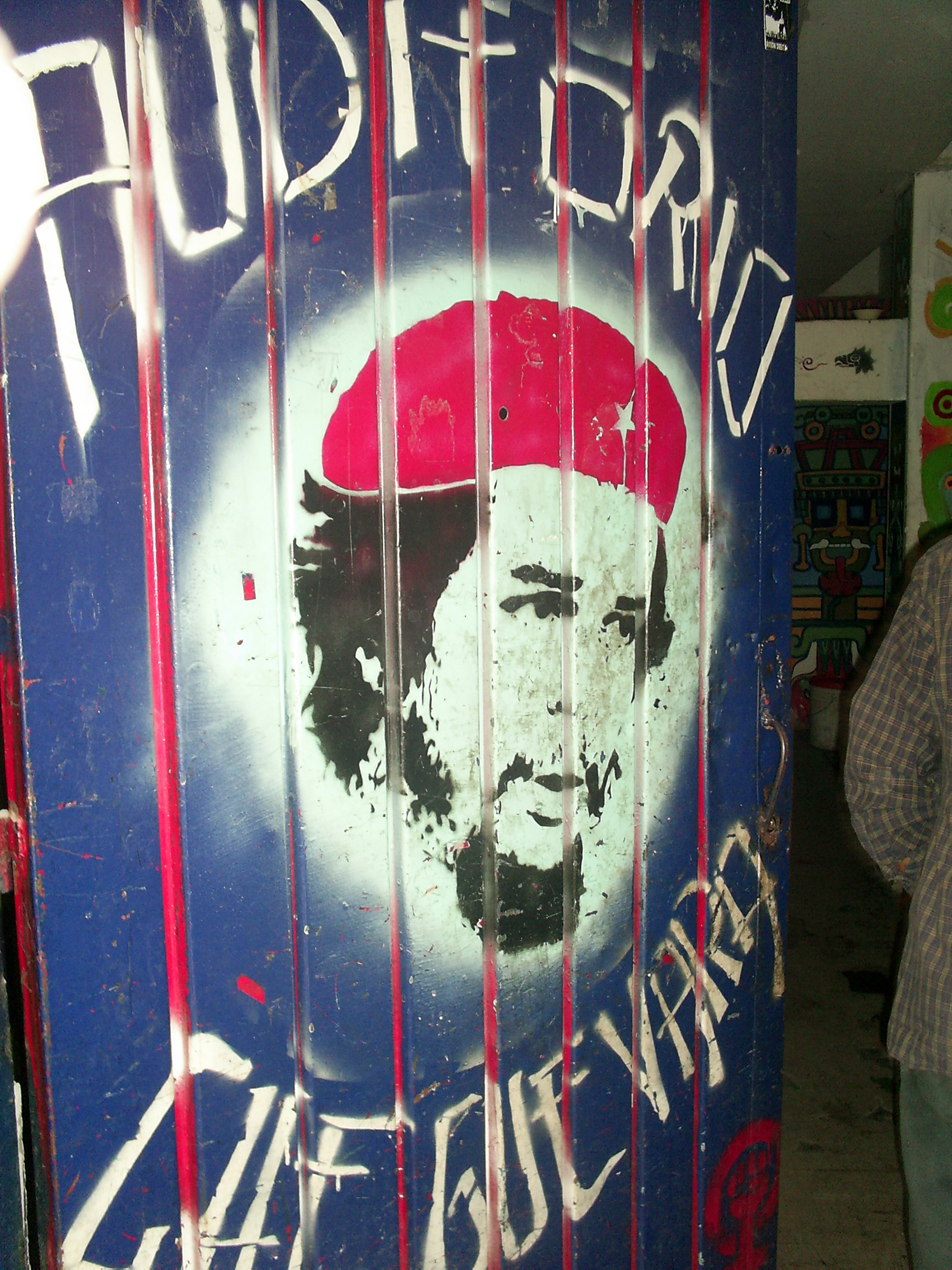
Una de las puertas de acceso.

El recinto fue inaugurado en 1954, anexo a la Facultad de filosofía y letras de la Universidad Nacional Autónoma de México y bajo su nombre actual, auditorio Justo Sierra. Desde 1966 el recinto fue nombrado popularmente como Auditorio Ernesto «Che» Guevara en honor al político argentino-cubano Ernesto Guevara. Ha sido utilizado para distintas actividades, como conciertos, conferencias, mesas redondas y para el llamado cine-debate dominical. Asimismo, figuras internacionales como Pablo Neruda han brindado conferencias en el lugar. Fue la sede de la Orquesta Filarmónica de la UNAM.
El auditorio fue donde se realizaron las reuniones y asambleas estudiantiles de los movimientos sociales que nacieron en distintos años dentro de la Universidad, como el de 1968, 1971, 1977, del 1986-1987, 1994, 1996 y 1999-2000. Sirvió también para las reuniones del Consejo General de Huelga.

## Ocupación del auditorio
El 4 de septiembre de 2000, el movimiento estudiantil de izquierda tomó las instalaciones del auditorio. En 2001, abrieron un comedor popular para los estudiantes y maestros de la universidad; al principio se vendían alimentos que contenían carne, pero después decidieron ofrecer sólo comida vegetariana. También se comenzaron a proyectar películas, donde a diferencia de los cines convencionales, las personas se sentaban en el piso porque no había butacas ni sillas. En ese mismo año se instaló una bocina y se comenzó a transmitir XHUE-VOZ.
Desde 2009 hasta febrero de 2016 se registraron nueve eventos violentos relacionados con la toma del auditorio.
Con el correr de los años, han surgido numerosas voces discordantes que exigen la devolución del auditorio a toda la comunidad universitaria, y no solo a un colectivo de estudiantes de izquierda. Algunos profesores y estudiantes han denunciado que los ocupantes del predio impiden la entrada de ajenos al lugar e incluso que han sufrido amenazas por parte del grupo.